# Zephronia chitinoides
Zephronia chitinoides är en mångfotingart som beskrevs av Butler 1872. Zephronia chitinoides ingår i släktet Zephronia och familjen Zephroniidae. Inga underarter finns listade i Catalogue of Life.